# Shining (album)
Pour les articles homonymes, voir Shining.
Albums de Crystal Kay
All Yours
(2007) Color Change!
(2008)
EPs par Crystal Kay
Flash
(2010)
Shining est le 1ermini-album de la chanteuse Crystal Kay, sorti sous le label Sony Music Entertainment Japan le 28 novembre 2007 au Japon. Il atteint la 21e place du classement de l'Oricon. Il se vend à 6 050 exemplaires la première semaine et reste classé pendant 4 semaines, pour un total de 11 861 exemplaires vendus. Shining a été utilisé comme thème musical pour la publicité X*MAS TV de PARCO dans laquelle apparait Crystal Kay; No More Blue Christmas, est une reprise de la chanson homonyme de Natalie Cole sortie en 1994.

## Liste des titres
| 1. | Shining                    | Aya Harukazu   | Katsumi Ohnishi             | 4:47 |
| 2. | Snowflake                  | H.U.B.         | Chris Garvey & Joey Carbone | 4:25 |
| 3. | Happy 045 Xmas             | H.U.B.         | Takuya Harada               | 3:59 |
| 4. | No More Blue Christmas'    | Michael Masser | Gerry Goffin                | 4:32 |
| 5. | Shining -JAZZTRONIK REMIX- | Aya Harukazu   | Katsumi Ohnishi             | 5:41 |